# Suture sphéno-maxillaire
La suture sphéno-maxillaire est une suture crânienne inconstante qui relie le processus ptérygoïde de l’os sphénoïde à la face infratemporale de l’os maxillaire.